# Sofian Nabil Mohd Bakri
Pour les articles homonymes, voir Bakri.
Sofian Nabil Omar Mohd Bakri, né le 19 avril 1993, est un coureur cycliste malaisien. Il participe à des compétitions sur route et sur piste.

## Biographie
En 2011, Sofian Nabil Mohd Bakri remporte une étape du Tour du Mazandéran chez les juniors (moins de 19 ans). L'année suivante, il représente la Malaisie au championnat du monde espoirs (moins de 23 ans), où il abandonne. Il rejoint ensuite la Suisse en 2013 pour s'entraîner au Centre mondial du cyclisme.
En 2017, il intègre la nouvelle équipe continentale malaisienne Sapura. Bon sprinteur, il se classe d'une étape du Tour de Selangor. Sur piste, il remporte l'omnium aux Jeux d'Asie du Sud-Est, dans l'omnium. 

## Palmarès sur route

### Par année
- 2011
  - 3e étape du Tour du Mazandéran
- 2014
  - 3e du Tour de Siak
- 2015
  - 3e du Tour de Siak
- 2017
  - 2e du Tour de Siak
- 2019
  - 3e du championnat de Malaisie sur route

### Classements mondiaux
| Année         | 2013 | 2014 | 2014 | 2016 | 2017 |
| ------------- | ---- | ---- | ---- | ---- | ---- |
| UCI Asia Tour | 328e |      |      |      | 592e |

## Palmarès sur piste

### Jeux d'Asie du Sud-Est
- Nilai-Putrajaya 2017
  -  Médaillé de bronze de l'omnium